# Abigail Bush
Abigail Bush   (Cambridge, 19 de març de 1810 - Vacaville, 1 de desembre de 1898) Abigail Norton Bush fou una abolicionista i activista dels drets de les dones de Rochester (Nova York). Fou presidenta de la Convenció dels drets de les dones de Rochester, realitzada al 1848 immediatament després de la primera convenció de drets de les dones, la Convenció de Seneca Falls. Així, Bush fou la primera dona als Estats Units que presidí una reunió pública composta per homes i dones.

## Biografia
Abigail Norton nasqué el 19 de març del 1810. Assistia a la Primera Església presbiteriana ortodoxa de Rochester (Nova York). El 1831, fou una «perfeccionista de l'Església presbiteriana». Després, va assistir a la Segona Església presbiteriana, i treballà amb la Societat de Caritat Femenina de Rochester.

## Matrimoni i família
Abigail Norton es casà amb Henry Bush, germà d'Obadiah Bush (rebesavi de qui fou president George H. W. Bush) al 1833. Henry i el seu germà eren fabricants d'estufes, i abolicionistes radicals. En cinc anys, el nom d'Abigail Bush deixà d'aparéixer en les activitats de la seva església. Durant els tretze anys següents, Bush tingué sis fills, i quatre nens van viure més enllà de la infància.
En una divisió entre els abolicionistes al 1840, Henry Bush romangué en la Societat Antiesclavista Estatunidenca, la facció que acceptava dones com a membres actives. Abigail Bush s'acostà a la reforma radical i es retirà al 1843 de l'Església Presbiteriana per entrar en la Societat Antiesclavista de l'Oest de Nova York.

## Convenció sobre els Drets de les Dones de Rochester, 1848

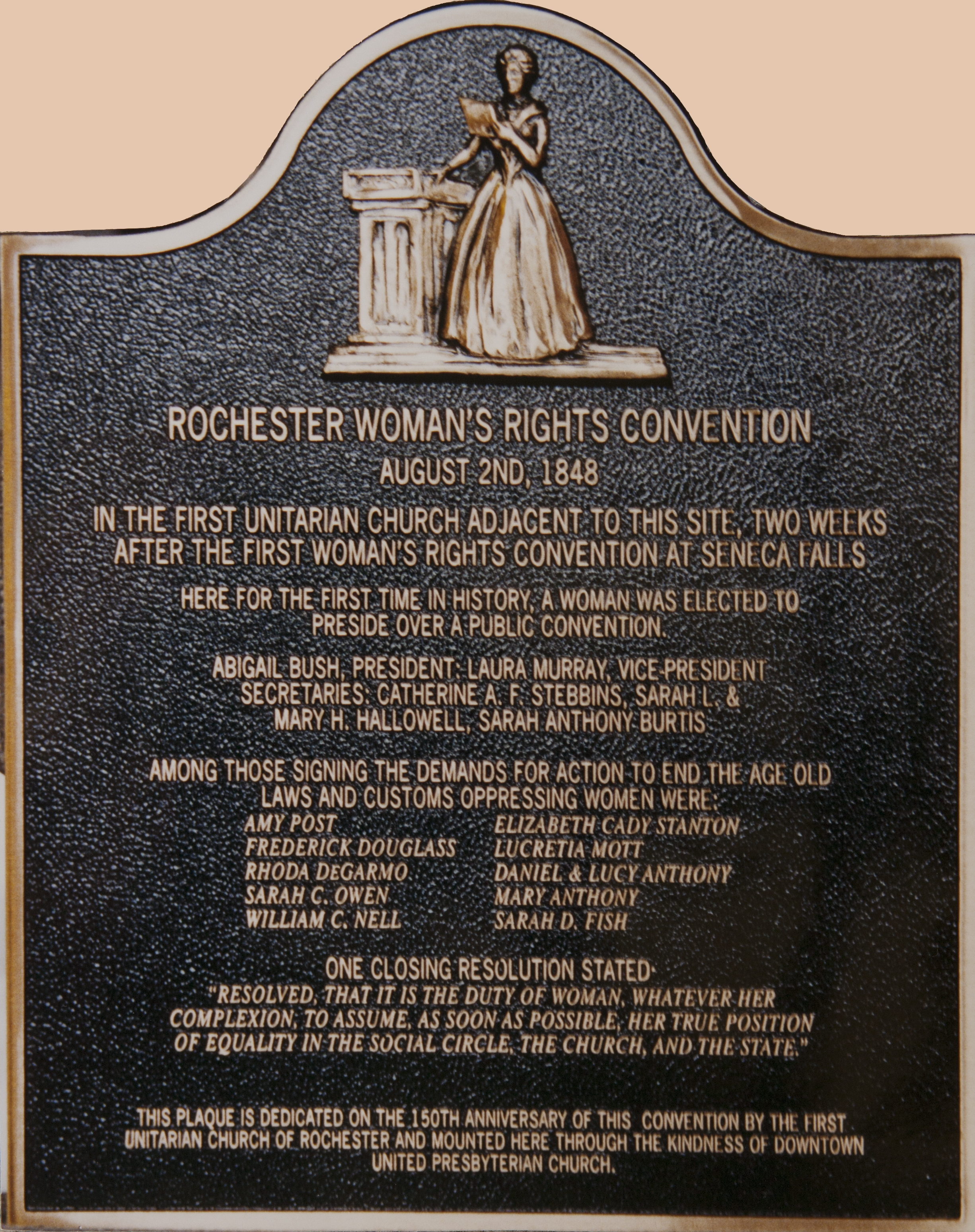
Placa commemorativa de la Convenció de Drets de les Dones de Rochester, del 1948

Al final de la Convenció de Seneca Falls, al juliol del 1848, els assistents a la convenció de Rochester (Bush no hi assistí) realitzaren una convenció semblant pel seu compte. Van convéncer Lucretia Mott perquè es quedàs a Nova York per a ser l'oradora principal de la convenció, com ho havia estat a Seneca Falls.
A Rochester, hi hagué un Comité d'Arranjaments per a organitzar la convenció. Amy Post, Rhoda DeGarmo i Sarah Fish es van reunir l'1 d'agost del 1848 per a seleccionar una llista d'oficials composta només per dones, amb Abigail Bush com a presidenta.
El 2 d'agost del 1848, en la Primera Església unitària de Rochester, Amy Post va cridar a la Convenció de Drets de les Dones de Rochester per llegir la llista d'oficials suggerida. La proposta que una dona fos la presidenta de la convenció tingué una oposició immediata. Elizabeth Cady Stanton, Mary Ann M'Clintock i Lucretia Mott estaven en contra d'una dona presidenta, per por d'una mala actuació de les dones oficials. Stanton preguntà com podia una dona, sense coneixement del procediment parlamentari i sense experiència en la celebració de reunions públiques, servir com a presidenta. Stanton, Mott i M'Clintock «van estar a punt de deixar la Convenció per això», quan Post, Fish i DeGarmo les convenceren que podia funcionar. Bush fou elegida després d'una votació entre el públic, i fou la primera dona a presidir una reunió pública composta per homes i dones.
Bush presidí les tres sessions de l'únic dia de la convenció. A última hora, tancà la sessió «amb els cors curulls de gratitud». Lucretia Mott l'abraçà calorosament. Stanton es va disculpar per la seva «conducta ximple» en dubtar de la capacitat de Bush. De llavors ençà, les dones sempre foren presidentes de les convencions de drets de les dones als Estats Units.

## Darrers temps
Al desembre del 1848, Bush fou membre del comité de negocis de la Societat Antiesclavista de l'Oest de Nova York.
El 1849 o 1850, Henry Bush, cansat d'anys de pèrdues en els negocis, es traslladà a l'oest per a cercar fortuna en la febre de l'or de Califòrnia, i a principis de la dècada del 1850, Abigail Bush s'hi uní amb els fills. Poc se sap de la seua vida des de llavors.
El 1878, Bush envià una carta a la convenció de l'Associació Nacional de Sufragi Femení (NWSA) de Rochester, felicitant el moviment de dones en el 30è aniversari de les convencions de Seneca Falls i Rochester: «Digueu a la convenció que el meu cor està amb elles en totes les deliberacions i consells, i confie que un gran bé per a les dones arribarà pels seus esforços».
El 1898, la NWSA celebrà el 50è aniversari de les convencions de Seneca Falls i Rochester, i honorà el valor i la força de Bush durant una sessió titulada «La nit dels pioners». Tenia llavors 88 anys i continuava vivint a Califòrnia; escrigué a Susan B. Anthony respecte al seu paper en la convenció del 1848 de Rochester: «No havia pogut reunir-me en consell amb els amics, a causa de la malaltia de la meua família, fins que els vaig conéixer en el saló mentre la congregació es reunia i després m'instaren a prendre part amb els partidaris d'una dona que fos presidenta de la reunió. Tenien James Mott, un bon home, per a presidir a Seneca Falls, però les meues velles amigues Amy Post, Rhoda DeGarmo i Sarah Fish, van començar a treballar amb mi per a provar que havia arribat l'hora que una dona el pogués presidir. Amy va proposar el meu nom com a presidenta. Va ser acceptat immediatament, i des d'aquell moment em semblà que estava dotada per a servir dos dies de reunions de tres sessions per dia».
Bush va morir poc després d'escriure aquesta carta, l'1 de desembre del 1898.